# Cathédrale Marie-Reine de Barranquilla
Cette  cathédrale n’est pas la seule cathédrale Marie-Reine.
La cathédrale métropolitaine Marie-Reine (en espagnol : Catedral Metropolitana María Reina) est une cathédrale située à Barranquilla, en Colombie.